# Archivio Generale delle Indie
L'Archivio Generale delle Indie, in spagnolo Archivo General de Indias, è uno dei cinque archivi di Stato centrali spagnoli, ed in particolare quello che contiene i documenti relativi all'Impero spagnolo nelle Americhe e nelle Filippine. L'Archivio Generale delle Indie ha sede a Siviglia, presso l'antico mercato, la Casa Lonja de Mercaderes, in un palazzo progettato da Juan de Herrera, un insolito esempio italo-spagnolo di architettura del Rinascimento. L'edificio ed il relativo contesto sono stati inseriti nel 1987 tra i patrimoni dell'umanità dell'UNESCO.

## Sede

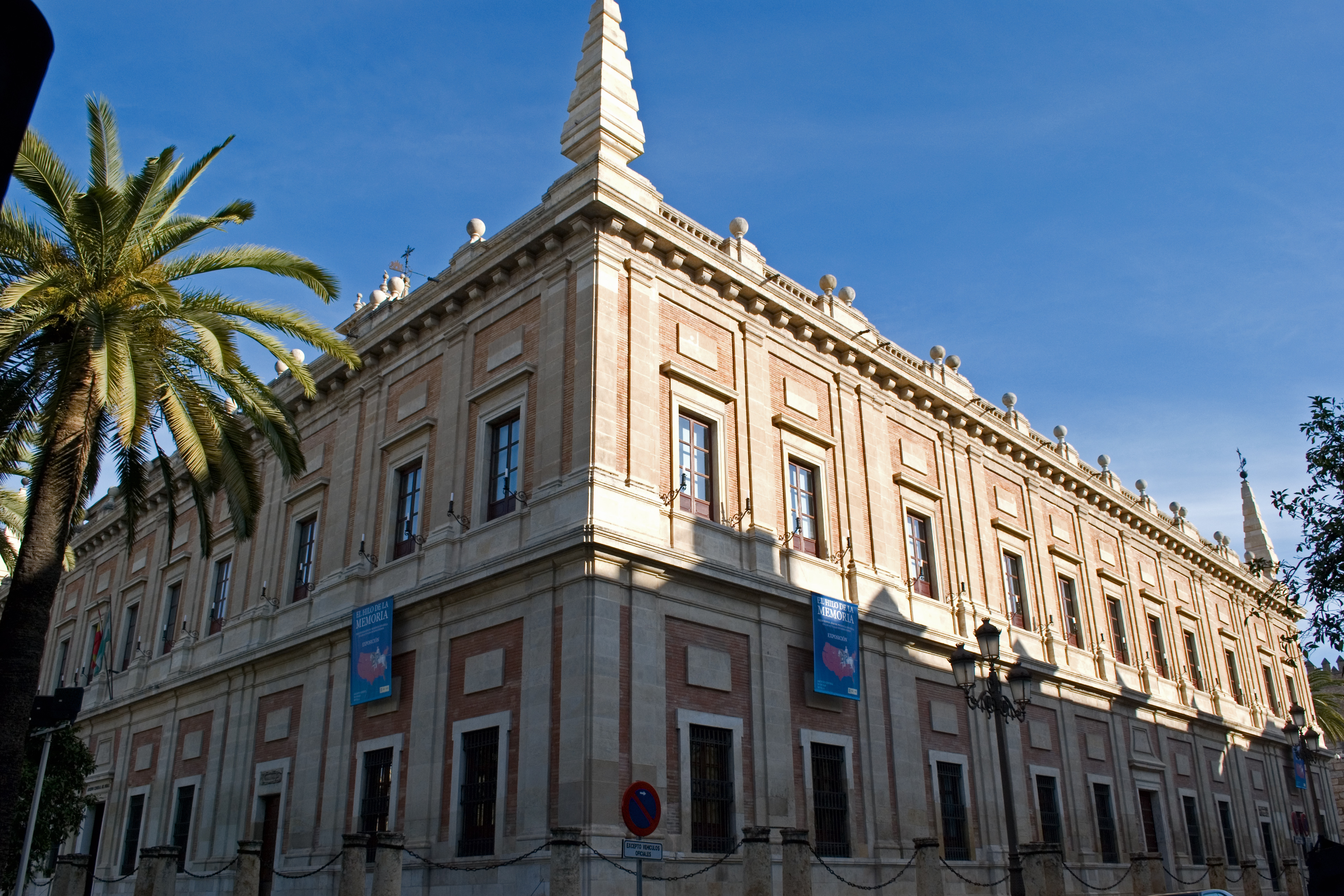
Le facciate esterne

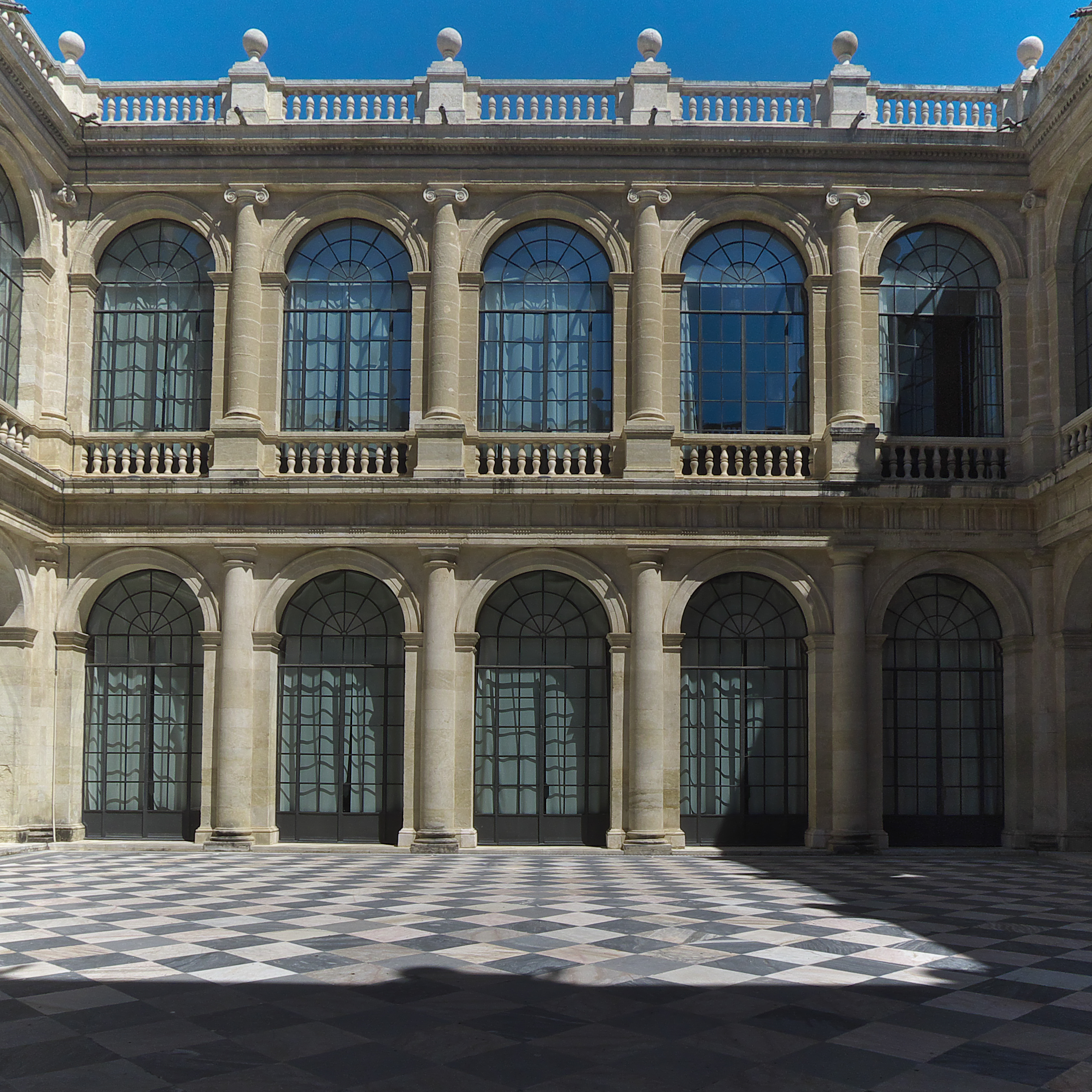
Il cortile

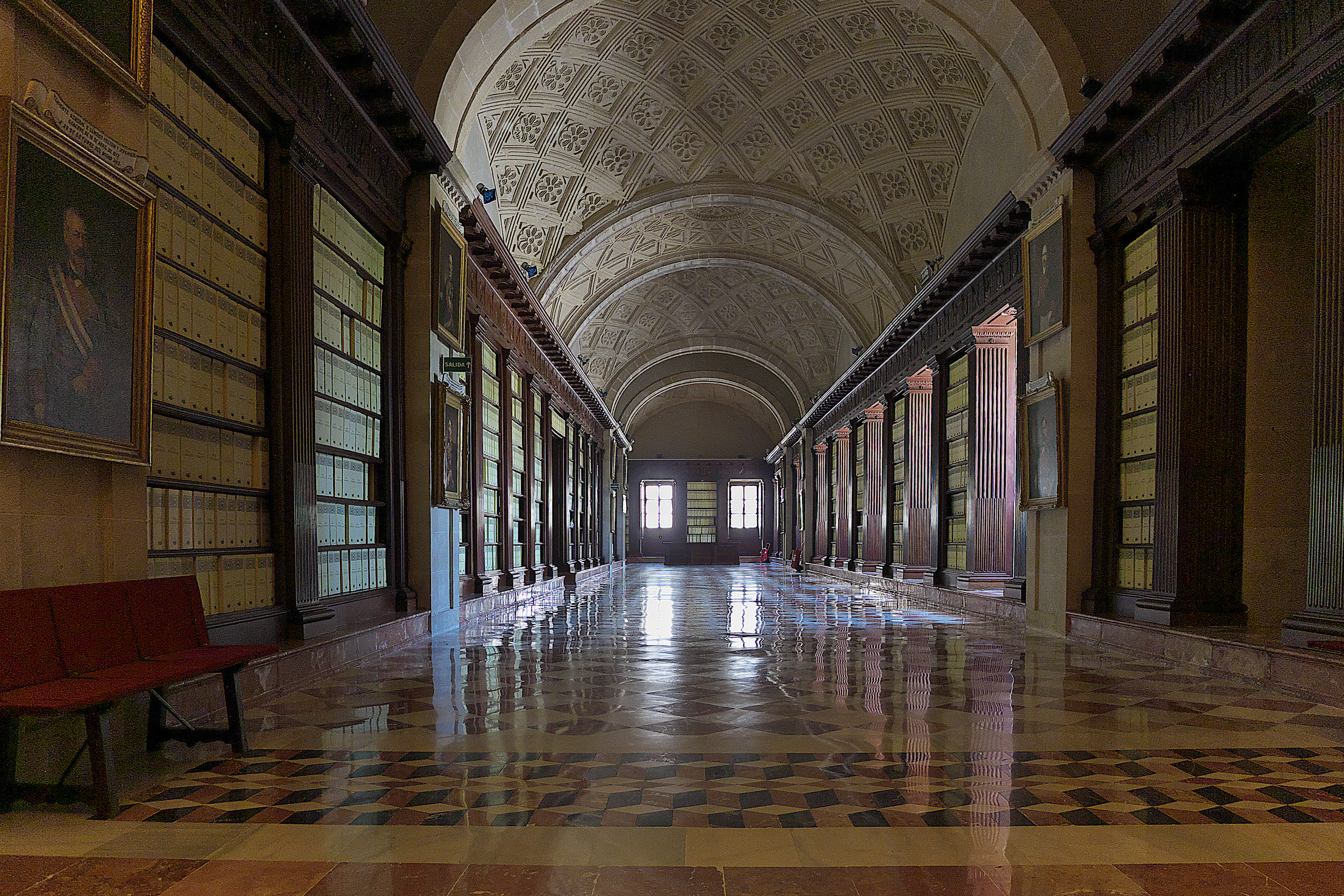
La Galleria dell'Archivio

L'origine della struttura risale alla fondazione da parte di Filippo II di Spagna della Casa de Contratación, o Casa Lonja. Filippo commissionò la costruzione nel 1572 a Juan de Herrera , l'architetto dell'Escorial. I mercanti di Siviglia erano abituati ad utilizzare la cattedrale per svolgere il loro commercio.
L'edificio comprende un grande patio centrale su due piani, con le finestre montate in pannelli leggermente interrati tra pilastri piatti. L'edificio è sormontato da una balaustra con obelischi rustici in ogni angolo. Non esistono sculture decorative, solo alcune in pietra e stucco.
La costruzione dell'edificio iniziò nel 1584 per mano di Juan de Minjares, il quale lavorò sui piani di Herrera, e venne aperto all'uso nel 1598, secondo quanto riportato in un'iscrizione sulla facciata nord. I lavori di completamento proseguirono per tutto il diciassettesimo secolo, sotto la direzione di Alonso de Vandelvira, Miguel de Zumárraga, Marcos Soto, Juan Bernal de Velasco e, a partire dal 1638, Pedro Sánchez Falconete.

## Patrimonio
Nel 1785, per decreto di Carlo III, gli archivi del Consiglio delle Indie (Consejo de Indias) vennero ospitati in questa sede, al fine di unificare sotto un unico tetto tutti i documenti riguardanti l'impero spagnolo, che fino a quel tempo erano dispersi in vari archivi, tra cui Simancas, Cadice e Siviglia. La responsabilità del progetto venne assegnata a José de Gálvez y Gallardo, Segretario delle Indie, che dipendeva dallo storico Juan Bautista Muñoz per quanto riguarda l'esecuzione dei piani. Vi furono due principali motivazioni per questo progetto; oltre allo scarso spazio disponibile presso l'Archivo General de Simancas (archivio centrale della Corona Spagnola) vi fu la speranza, nello spirito dell'Illuminismo, che gli storici spagnoli tenessero traccia della storia dell'impero spagnolo. Venne deciso che tutti i documenti redatti dopo il 1760 avrebbero dovuto essere conservati qui.
Il primo dei documenti arrivò nell'ottobre 1785. Si resero necessarie alcune ristrutturazioni della Casa Lonja per sistemare il materiale, e quindi venne aggiunta una grande scalinata di marmo secondo il progetto di Lucas Cintara del 1787.
Gli archivi sono ricchi di materiale autografo dai tempi dei primi conquistadores alla fine del diciannovesimo secolo: vi si trova il diario di bordo di Cristoforo Colombo, la bolla pontificia di demarcazione Inter Caetera emanata da Papa Alessandro VI che divise il mondo tra Spagna e Portogallo, autografi di Ferdinando Magellano, Vasco Núñez de Balboa, Hernán Cortés e Francisco Pizarro, ed anche la richiesta avanzata da Miguel de Cervantes per ottenere un indirizzo di posta ufficiale, nonché mappe e piani delle città coloniali delle Americhe, oltre ad archivi ordinari che testimoniano il lavoro mese per mese di tutto l'apparato imperiale, recuperato e studiato dagli storici spagnoli negli ultimi due secoli.
Attualmente l'Archivo General de Indias ospita circa nove chilometri di scaffali, 43 000 volumi e circa 80 milioni di pagine prodotte dall'amministrazione coloniale:
- Consejo de Indias, secoli XVI-XIX
- Casa de la Contratación, secoli XVI-XVIII
- Consulados de Sevilla y Cádiz, secoli XVI-XIX
- Secretarías de Estado y Despacho Universal de Indias, de Estado, Gracia y Justicia, Hacienda y Guerra, secoli XVIII-XIX
- Secretaría del Juzgado de Arribadas de Cádiz, secoli XVIII-XIX
- Comisaría Interventora de la Hacienda Pública de Cádiz, Dirección General de la Renta de Correos, secoli XVIII-XIX
- Sala de Ultramar del Tribunal de Cuentas, secolo XIX
- Real Compañía de la Habana, secoli XVIII-XIX

La struttura è stata restaurata nel periodo 2002-2004, senza però interrompere le sue funzioni di biblioteca di ricerca. Nel 2005 è stato avviato un programma che cerca di digitalizzare gli oltre 15 milioni di pagine presenti.